# La Fleurantine
La Fleurantine war eine französische Automarke.

## Unternehmensgeschichte
Das Unternehmen J. Lagarde et Cie aus Fleurance begann 1906 mit der Produktion von Automobilen, die als La Fleurantine vermarktet wurden. Im gleichen Jahr endete die Produktion bereits wieder.

## Fahrzeuge
Das einzige Modell war ein Dreirad, bei dem sich das einzelne Rad hinten befand. Für den Antrieb sorgte ein Zweizylindermotor, der über eine Kette das Hinterrad antrieb. Die Karosserie bot zwei Personen Platz.